# Amazon Fire
De Amazon Fire (voorheen de Kindle Fire) is een tabletcomputer van het Amerikaanse bedrijf Amazon. De tablet was een nieuwe mijlpaal voor het bedrijf, omdat Amazon voorheen zich vooral bezighield met het maken van e-readers. De tablet werd circa 7 miljoen keer verkocht (oktober 2012) en werd door sommigen zelfs als de "iPad-killer" bestempeld. De Fire is opgevolgd door de Fire HD.

## Software
De tablet maakt gebruik van het besturingssysteem Android 2.3 Gingerbread, dit in tegenstelling tot veel andere Android-tablets die draaien op versie 3 Honeycomb, versie 4 Ice Cream Sandwich of hoger (Jelly Bean en Key Lime Pie). Net zoals vele andere Android-fabrikanten gooit Amazon over de tablet een eigen grafische schil heen, alleen is deze meer ingrijpend veranderd en heeft het een veel meer gesloten, dus aan beperkingen gebonden, karakter. De interface doet denken aan een boekenkast, met de applicaties (als boeken) op de planken. Deze applicaties kunnen alleen gedownload worden via de Amazon App Store. De tablet maakt geen gebruik van de standaard Android-webbrowser, maar eentje die door Amazon zelf is ontwikkeld, de Amazon Silk-browser.

## Fysieke kenmerken
De Fire heeft een schermdiagonaal van 17,7 cm (7 inch), waarmee het zich tussen de grote tablets (vanaf 25,4 cm of 10 inch)) en de phablets (tot 7 inch) bevindt. Het IPS-aanraakscherm met Gorilla Glass heeft een resolutie van 1024×600 pixels. Het kan 16 miljoen verschillende kleuren weergeven.
De tablet draait op een Texas Instruments OMAP 4430-processor gebaseerd op een ARM Cortex A9. De chipset bestaat uit twee kernen, wat ook wel "dualcore" genoemd wordt. De processor is geklokt op 1,2 GHz. Het werkgeheugen bedraagt 1 GB aan RAM en het opslaggeheugen is er alleen in een 8 GB-versie, dat kan worden uitgebreid via Amazon Drive, een opslagdienst vergelijkbaar met Google Drive en Dropbox.
De Fire 10.1 is 190 mm lang, 120 mm breed en 11,4 mm dik. Het weegt 413 gram. De tablet heeft een lithium-ion-accu met een capaciteit van 4400 mAh. 

## Galerij

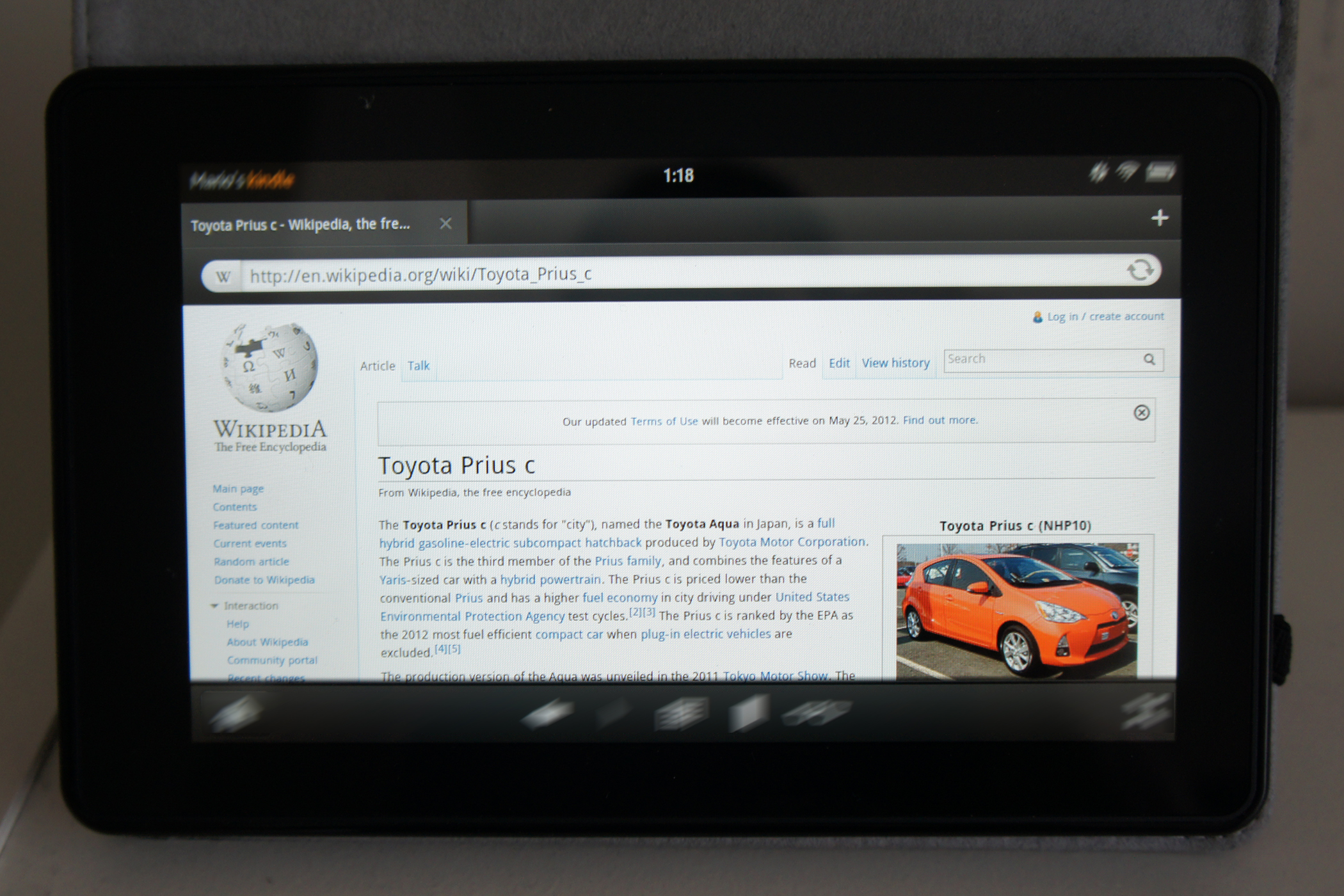
Kindle Fire in landschapsmodus op het internet
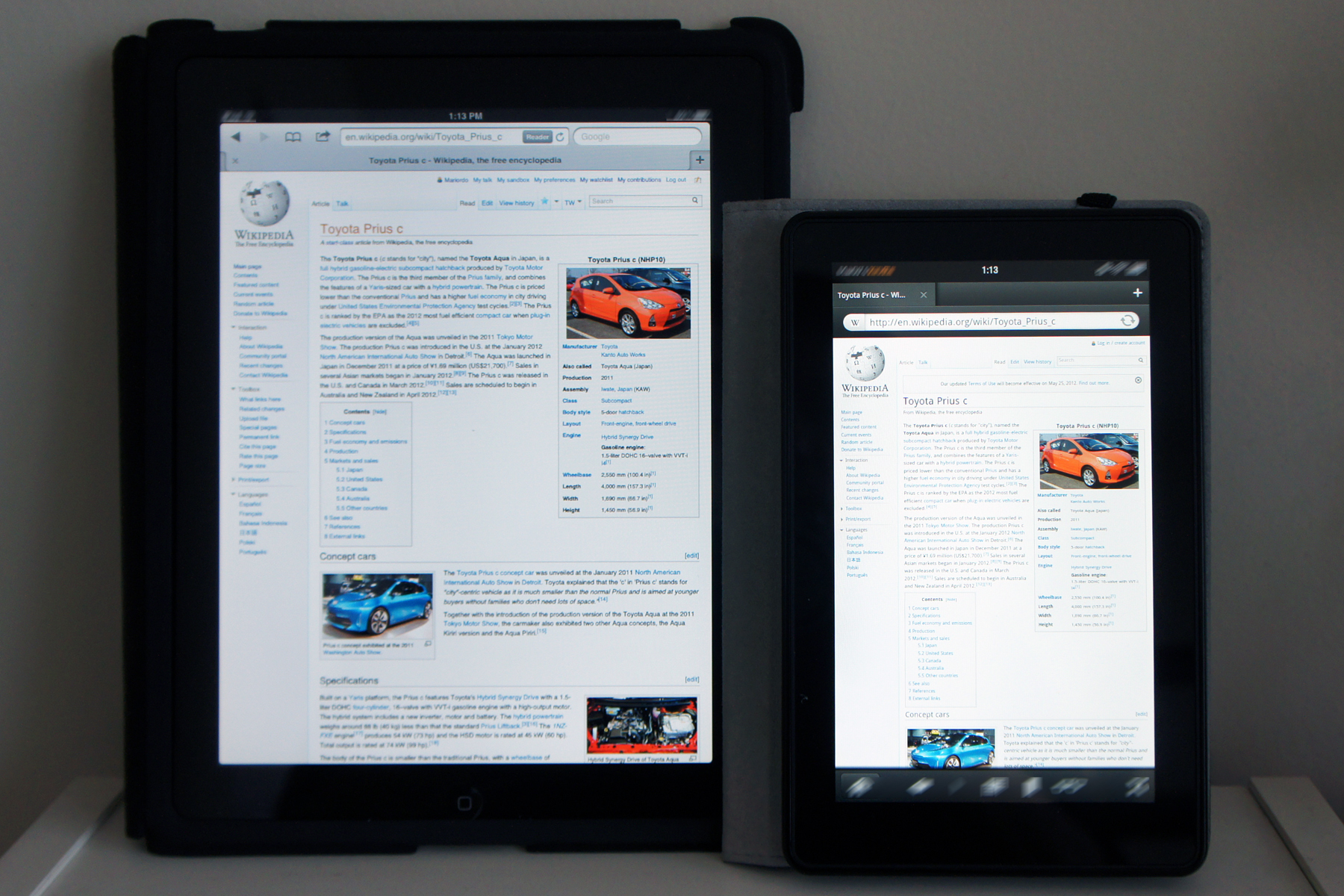
De iPad (links) vergeleken met de Kindle Fire (rechts)
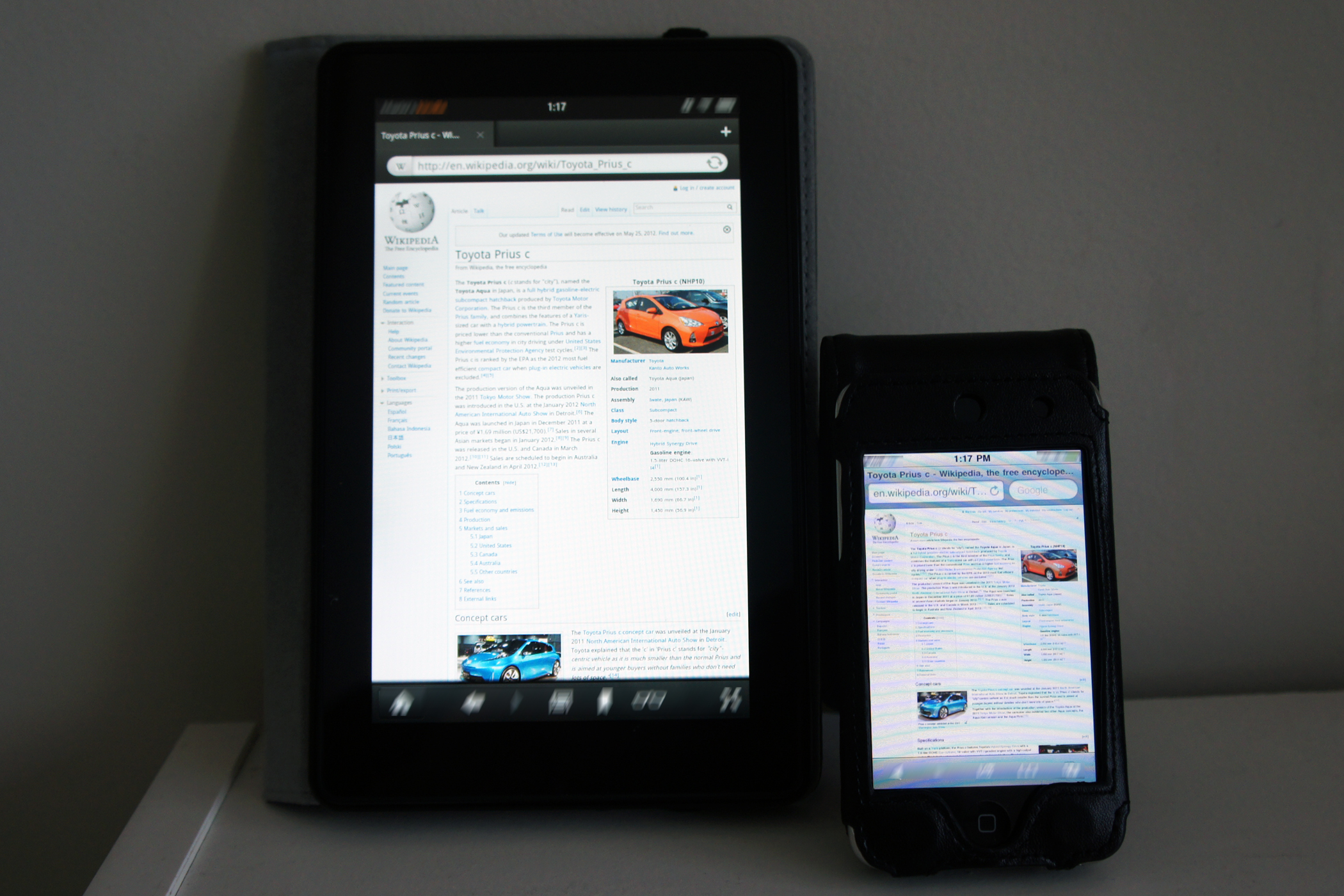
De Kindle Fire (links) vergeleken met de iPod Touch (rechts)